# Door to Door
| Оценки критиков                   | Оценки критиков |
| Источник                          | Оценка          |
| --------------------------------- | --------------- |
| AllMusic                          | [ 1 ]           |
| The Encyclopedia of Popular Music | [ 2 ]           |

Door to Door (с англ. — «От Двери к Двери») — шестой студийный альбом американской рок-группы The Cars, выпущенный 25 августа 1987 года на лейбле Elektra Records. Альбом был спродюсирован фронтменом Риком Окасеком, а дополнительным продюсером выступил клавишник Грег Хоукс. С альбома было выпущено три сингла, хотя только «You Are the Girl» достигла топ-40 Billboard Hot 100, достигнув 17-го места. Door to Door стал самым низкопродоваемым студийным альбомом The Cars, достигнув 26-го места в Billboard 200, и через год после его выхода группа распалась.

## Об альбоме
Door to Door был последним студийным альбомом группы в первоначальном составе перед их распадом в 1988 году и последним, в котором участвовал басист Бенджамин Орр перед его смертью в 2000 году. Группа не будет выпускать студийных альбомов до Move Like This (2011).
Хотя к 1987 году The Cars достигли высот суперзвезды, их последние несколько альбомов в значительной степени опирались на студийные трюки и машины, но этот альбом был попыткой вернуться к первоначальным корням группы. Например, в то время как на предыдущем альбоме Heartbeat City широко использовались сэмплированные и секвенированные барабаны (шаг, который несколько оттолкнул барабанщика Дэвида Робинсона), на этом альбоме Робинсон вернулся к игре на барабанах в студии, часто одновременно с другими участниками группы.
Во время записи джем-сейшна группа начала играть «Ta Ta Wayo Wayo», песню из их первых дней жизни группы. Она никогда не была записана в студии, за исключением демо-версии в 1977 году. Им так понравилась мелодия, что версия песни 1987 года вошла в альбом. Вступительный трек, «Leave or Stay», также изначально был демо 1977 года, которое не было должным образом записано до Door to Door, хотя они часто играли эту песню вживую в первые дни существования группы. У обоих треков были соответствующие демо-версии 1977 года, которые в конечном итоге были выпущены на сборнике 1995 года Just What I Needed: The Cars Anthology.
Ведущий сингл с альбома, «You Are the Girl», достиг 17-го места в Billboard Hot 100 и второго места в чарте Album Rock Tracks. Следующий сингл, «Strap Me In», достиг 85-го места в Hot 100, одновременно достигнув четвёртого места в рок-чарте. Последний сингл, «Coming Up You», достиг 74-го места в Hot 100, а также 37-го места в чарте Hot Adult Contemporary.

## Список композиций
Слова и музыка всех песен — Рик Окасек, кроме указанных иначе.
| №                   | Название                                                | Основной вокал       | Длительность |
| ------------------- | ------------------------------------------------------- | -------------------- | ------------ |
| 1.                  | «Leave or Stay» (с англ. — «Уйти или Остаться»)         | Окасек               | 2:55         |
| 2.                  | «You Are the Girl» (с англ. — «Ты Та Самая Девушка»)    | Окасек/Бенджамин Орр | 3:52         |
| 3.                  | «Double Trouble» (с англ. — «Двойные Неприятности»)     | Орр                  | 4:14         |
| 4.                  | «Fine Line» (с англ. — «Тонкая Грань»)                  | Окасек               | 5:22         |
| 5.                  | «Everything You Say» (с англ. — «Всё, что Ты Говоришь») | Орр                  | 4:52         |
| 6.                  | «Ta Ta Wayo Wayo» (с англ. — «Та Та Уэйо Уэйо»)         | Окасек               | 2:52         |
| Общая длительность: | Общая длительность:                                     | Общая длительность:  | 24:07        |

| №                   | Название                                        | Автор(ы)            | Основной вокал      | Длительность |
| ------------------- | ----------------------------------------------- | ------------------- | ------------------- | ------------ |
| 7.                  | «Strap Me In» (с англ. — «Пристегни Меня»)      |                     | Окасек              | 4:22         |
| 8.                  | «Coming Up You» (с англ. — «Поднимаюсь к Тебе») |                     | Орр                 | 4:18         |
| 9.                  | «Wound Up on You» (с англ. — «Завёлся на Тебя») |                     | Окасек              | 5:02         |
| 10.                 | «Go Away» (с англ. — «Уходи»)                   | Окасек, Грег Хоукс  | Орр                 | 4:38         |
| 11.                 | «Door to Door» (с англ. — «От Двери к Двери»)   |                     | Окасек              | 3:17         |
| Общая длительность: | Общая длительность:                             | Общая длительность: | Общая длительность: | 21:37        |

## Участники записи
Взято из примечаний на обложке альбома Door to Door.

### The Cars
- Рик Окасек — вокал, гитара
- Бенджамин Орр — вокал, бас-гитара
- Грег Хоукс — бэк-вокал, клавишные
- Эллиот Истон — бэк-вокал, соло-гитара
- Дэвид Робинсон — бэк-вокал, ударные

### Продюсирование
- Рик Окасек — продюсер
- Грег Хоукс — дополнительный продюсер
- Джо Барбария — звукорежиссёр
- Джейми Чалефф — второй звукорежиссёр
- Джордж Марино — мастеринг на Sterling Sound (Нью-Йорк)
- Стивен Инноченци — мастеринг на CD
- Дэвид Хеглмайер, Брайан Скларц, Трейси Винер — специальные ассистенты
- Энди Топека — технический ассистент

### Оформление
- Марко Главиано — дизайн, фотографии
- Эмануэль ДиЛиберто — картина

## Чарты
| Чарт (1987)                              | Наивысшая позиция |
| ---------------------------------------- | ----------------- |
| Australian Albums (Kent Music Report)    | 26                |
| Канада (RPM Top Albums/CDs)              | 19                |
| European Albums (Music & Media)          | 63                |
| Finnish Albums (Suomen virallinen lista) | 28                |
| Германия (Offizielle Top 100)            | 57                |
| Новая Зеландия (RMNZ)                    | 10                |
| Норвегия (VG-lista)                      | 9                 |
| Швеция (Sverigetopplistan)               | 29                |
| Швейцария (Schweizer Hitparade)          | 20                |
| Великобритания (UK Albums Chart)         | 72                |
| США (Billboard 200)                      | 26                |

| Чарт (1987)                 | Позиция |
| --------------------------- | ------- |
| Canada Top Albums/CDs (RPM) | 88      |